# Gare des Aubrais – Orléans
Gare des Aubrais - Orléans – stacja kolejowa w Fleury-les-Aubrais, w departamencie Loiret, w Regionie Centralnym, we Francji.
Jest stacją Société nationale des chemins de fer français (SNCF), obsługiwaną przez pociągi TGV, Intercités, TER Centre i Fret SNCF.

## Położenie
Znajduje się na km 118,928 linii Paryż – Bordeaux, pomiędzy stacjami Cercottes i La Chapelle-Saint-Mesmin.

## Historia
Pierwsza stacja, zbudowana w miejscu zwanym Les Aubrais, została zainaugurowana 28 września 1853.
W 1855, kiedy jeszcze istniała stacja tymczasowa, wyposażona była w formie bufetu. Pociągi osobowe do Orleanu nie zatrzymywały się na tej stacji, natomiast ekspresowe do Blois, Tours, Bordeaux, Nantes, Bourges i Auch zatrzymywały się tutaj.
Pozwala to na oszczędność czasu dla pociągów ekspresowych, które nie muszą zmieniać czoła w Orleanie. 
Obecny dworzec pochodzi z 1961 roku.

## Linie kolejowe
- Paryż – Bordeaux
- Orlean – Montauban
- Les Aubrais – Orlean
- Les Aubrais – Malesherbes
- Les Aubrais – Montargis